# 三遊亭福圓遊
三遊亭 福圓遊（さんゆうてい ふくえんゆう、安政5年8月15日（1858年9月21日） - 没年月日不詳・大正末ころ）は、落語家。本名は新井 徳次郎。
初めは明治10年代初め4代目麗々亭柳橋の下に入門して柳作を名乗る。1890年ころに柳右と改名した後、3、4年後初代三遊亭圓遊門下に移って遊人となる。1899年に真打昇進して、三遊亭い圓遊に改名。
1901年には3代目春風亭柳朝門下に移って春風亭小柳朝に改名するが、1902年頃に初代圓遊門下に戻って三遊亭遊團次（遊團治とも）に改名。1903年には三遊亭福圓遊となる。
真打に昇進したものの、三遊派と柳派を行き来し出直したりしたが、結局大成せず中看板で終わった。
芸は百面相や声色を得意とした。特に5代目市川小團次等人がやらない声色を得意とした。
1912年の『文芸倶楽部』の評には「百面相が得意な三遊亭遊人が起用で又仮声が遣ったが、これは風変わりに滅多に他人が遣らぬ尾上幸蔵や市川小團次を遣った」と書かれている。
数枚のSP盤レコードを残している。
没年月日は不詳である。ただ、大正の末頃までは睦会の顔付などに名前が出ているので、その頃没したとも推察されている。墓所は台東区元浅草の長遠寺にあるが、没年は刻まれていない。法号は常説院福圓日徳信士。

## 弟子
- 三遊亭い圓治
- 三遊亭いさみ
- 三遊亭い子丸
- 三遊亭い奈妻
- 三遊亭いてう